# Säynäjäjoki
Säynäjärivier is een rivier die grotendeels stroomt in de Finse gemeente Enontekiö in de regio Lapland. De rivier voedt en ontwatert het meer Säynäjajärvi en stroomt van noord naar zuid. Even ten zuiden van Sonkamuotka in de gemeente Muonio stroomt ze de Muonio in. Ze is circa 8 kilometer lang. Ze behoort tot het stroomgebied van de Torne.
Afwatering: Säynäjäjoki →  Muonio →  Torne → Botnische Golf
Er is een Zweedse rivier met dezelfde naam